# Débora Menezes (política)
Débora Salgueiro de Menezes (Taubaté, 11 de julho de 1994) é uma advogada e política brasileira filiada ao Partido Liberal (PL). Atualmente cumpre seu primeiro mandato como deputada estadual do Amazonas.

## Trejetória política
Em 2 de outubro de 2022, Débora Menezes foi eleita deputada estadual do Amazonas pelo Partido Liberal (PL). Com 100% das urnas eletrônicas apuradas, ela recebeu 32.406 votos ou 1,64% dos votos válidos, sendo a 15ª candidata com maior número de votos do Amazonas.

### Desempenho em eleições
| Ano  | Eleição              | Partido | Candidato a       | Votos  | %    | Resultado | Observações         | Ref.  |
| ---- | -------------------- | ------- | ----------------- | ------ | ---- | --------- | ------------------- | ----- |
| 2022 | Estadual no Amazonas | PL      | Deputada estadual | 32.406 | 1,64 | Eleita    | Eleita em 15º lugar | [ 2 ] |